# Sony Ericsson W200i

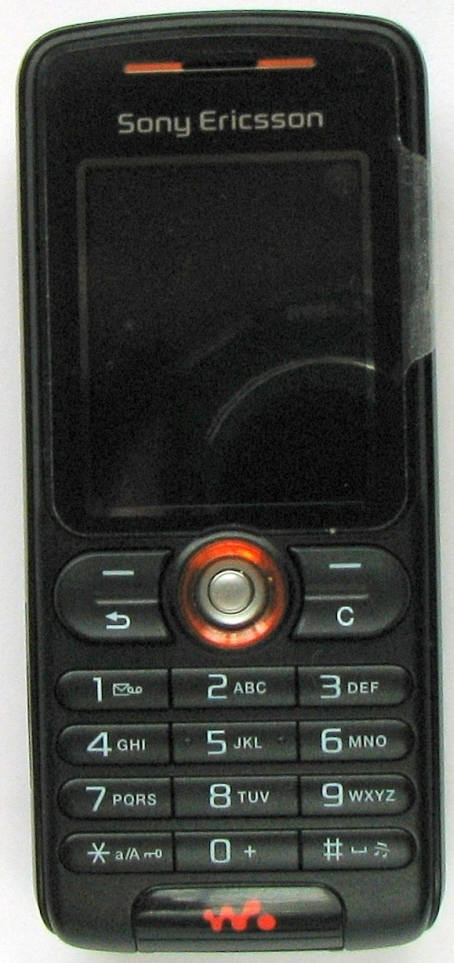
Sony Ericsson W200i

Sony Ericsson W200i är en Walkmantelefon som Sony Ericsson har tillverkat.
Den har 128x160 pixlar.